# Elton, Cambridgeshire
Elton är en civil parish i Storbritannien.   Den ligger i distriktet Huntingdonshire i grevskapet Cambridgeshire i riksdelen England, i den sydöstra delen av landet, 120 km norr om huvudstaden London.